# Valladolid (Yucatán)
Pour les articles homonymes, voir Valladolid (homonymie).
Valladolid est une ville de l'État du Yucatán, au Mexique. Sa population s'élevait à 14 663 en 1970, à 48 973 habitants en 2010, et à 85 460 en 2020.

## Géographie
Valladolid se trouve dans le nord de la péninsule du Yucatan, à 100 km tant de la côte du golfe du Mexique au nord que de la mer des Caraïbes à l'est. Elle est située à 38 km à l'est de Chichén Itzá, 151 km au sud-est de Mérida, à 152 km au sud-ouest de Cancún et à 1 150 km à l'est de Mexico.
Elle est desservie depuis 2023 par le train Maya.

## Histoire
En 1543, le conquistador espagnol Francisco de Montejo fonde une ville à quelque distance de l'emplacement de l'actuelle Valladolid et lui donne le nom de la capitale de l'Espagne à cette époque, Valladolid. 
Les premiers colons espagnols souffrent de l'humidité et des moustiques. 
Le 24 mars 1545, Valladolid est transférée et reconstruite sur son site actuel, à l'emplacement d'une cité maya nommée Saki' ou Zaci-Val.
Ses bâtiments sont démolis et leurs pierres utilisées comme matériaux de construction par les Espagnols. 
En 1546, les Mayas se révoltent, mais l'insurrection est réprimée par les troupes espagnoles de Mérida.
En 1840, la ville comptait environ 15 000 habitants (?). Valladolid et sa région furent le théâtre de violents combats pendant la guerre des castes. Les Latinos furent contraints d'abandonner la ville le 14 mars 1848, et la moitié d'entre eux furent tués dans des embuscades avant d'avoir atteint Mérida. Valladolid fut saccagée par les rebelles mayas puis reprise plus tard au cours de la guerre.
Valladolid était jusqu'au début du XXe siècle la troisième ville la plus grande et la plus importante de la péninsule du Yucatán après Mérida et Campeche. Elle avait une riche élite de créoles, propriétaires de maisons construites dans le style colonial espagnol.

## Population
Population d'après les recensements de la population :
| 1900  | 1910  | 1921  | 1930  | 1940  |
| ----- | ----- | ----- | ----- | ----- |
| 4 955 | 4 319 | 4 920 | 5 601 | 6 402 |

| 1950  | 1960  | 1970   | 1980   | 1990   |
| ----- | ----- | ------ | ------ | ------ |
| 8 165 | 9 297 | 14 663 | 28 201 | 29 279 |

| 1995   | 2000   | 2005   | 2010   | - |
| ------ | ------ | ------ | ------ | - |
| 34 857 | 37 332 | 45 868 | 48 973 | - |

## Jumelage
Depuis 2006, Valladolid est jumelée avec Ashville
- Asheville (États-Unis)

## Galerie

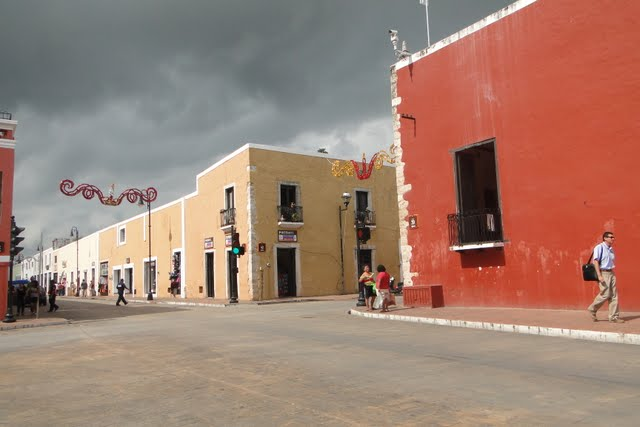
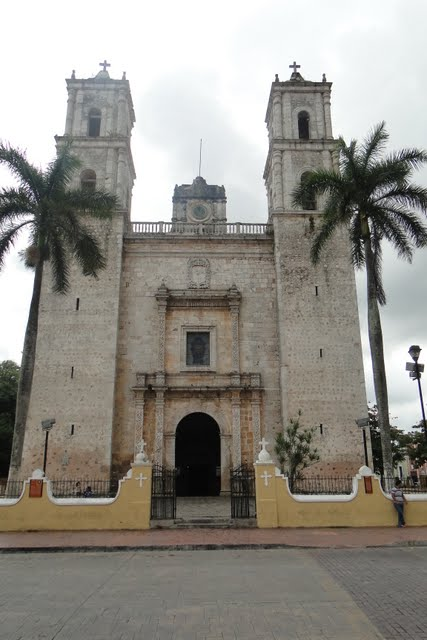
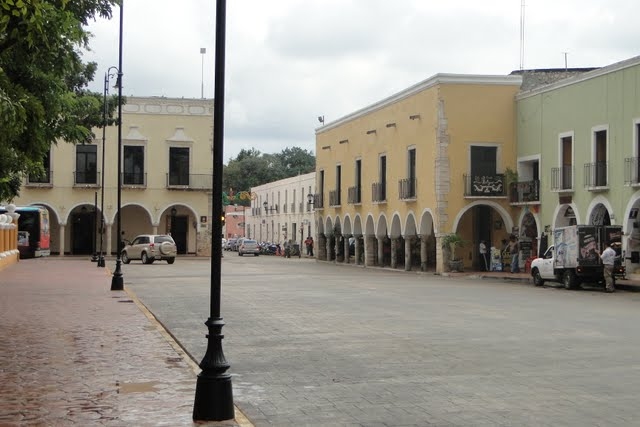
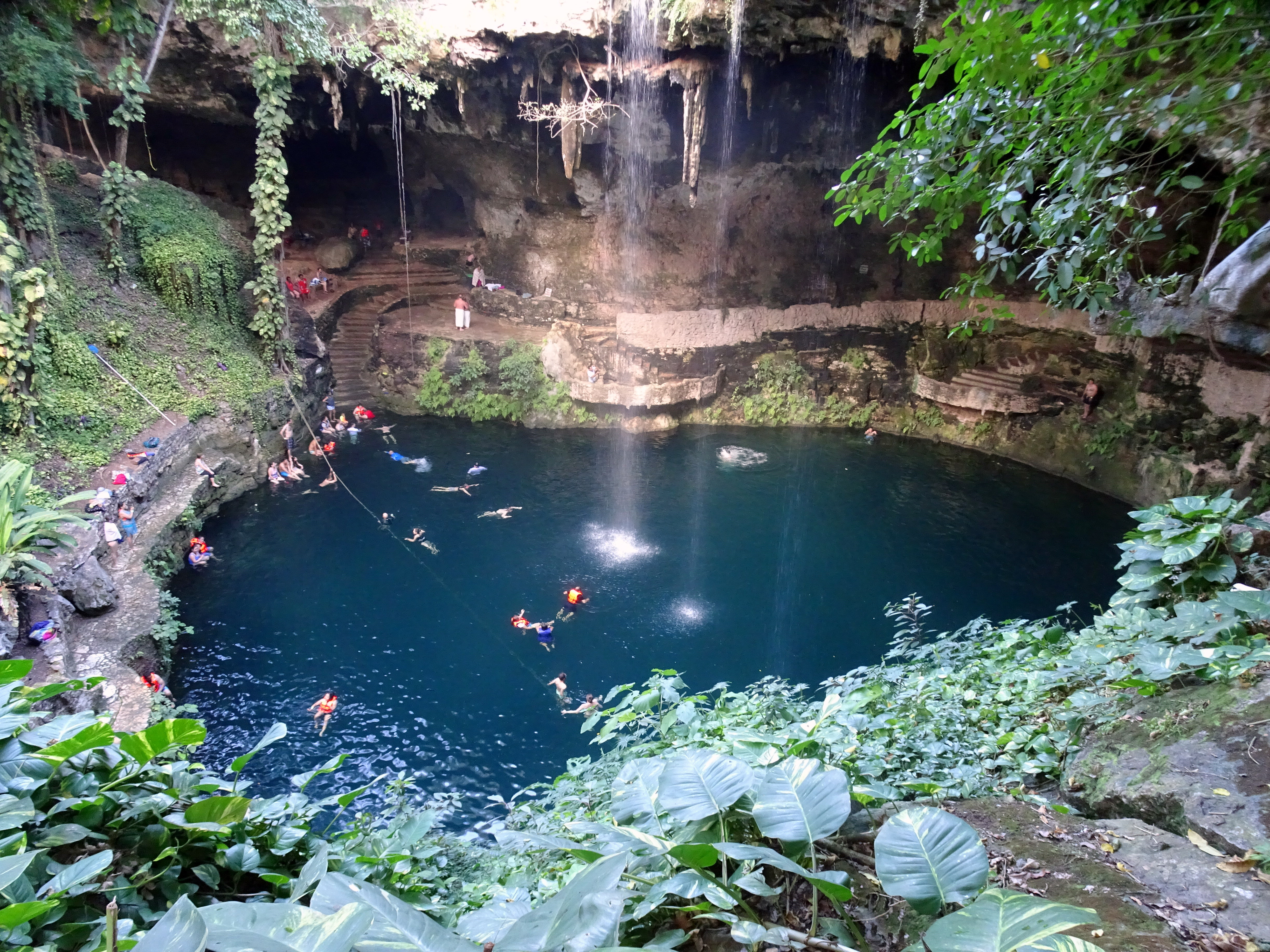
Cénote Zaci